# Bottenwil
Bottenwil (gsw. Bottewiu) – gmina (niem. Einwohnergemeinde) w Szwajcarii, w kantonie Argowia, w okręgu Zofingen. Liczy 823 mieszkańców (31 grudnia 2020). Leży nad rzeką Uerke.